# Theaterkerk Wadway
Theaterkerk Wadway is een theaterkerk in het Noord-Hollandse dorp Wadway. Het gebouw betreft het kerkgebouw van de voormalige hervormde kerk van Wadway, die de 'Magdalenakerk' werd genoemd. De toren en de rest van het kerkgebouw hebben allebei een (afzonderlijke) status als rijksmonument.

## Geschiedenis
Het kerkgebouw werd gebouwd in de 15e eeuw en was voor de Reformatie gewijd aan Maria Magdalena. Het oudste deel van het gebouw is de kerktoren; deze dateert uit 1450. De oostelijke helft van het huidige kerkgebouw werd echter gebouwd in het eerste kwartaal van de 16e eeuw; de westelijke helft werd rond het jaar 1500 gebouwd. De kerk bestaat uit een thans rechtgesloten koor van drie smalle traveeën en een schip van drie traveeën waarvan het muurwerk oorspronkelijk niet door steunberen geschoord werd. In de kerk bevindt zich een rijkbewerkte eiken preekstoel uit 1656 en een gebeeldhouwde hardstenen zerk die werd vervaardigd in de periode 1615–1620. In de klokkenstoel hangt een klok van A. en T. Eggairts uit 1466 met een diameter van 86 cm.
In 1966 verwierft Stichting Wadway het kerkgebouw, dat na een renovatie in 1969 werd herbestemd tot een theaterkerk met als naam 'Theaterkerk Wadway'. In eerste instantie ontving Theaterkerk Wadway veel negatieve kritiek; velen vonden het ongepast dat er van een kerk een theatergebouw werd gemaakt. Toch werd de theaterkerk na enkele jaren succesvol en geliefd bij publiek en artiesten. De cabaretgroep Neerlands Hoop in Bange Dagen hielden rond 1970 hier hun try-outs. Zowel de kerktoren als de rest van het kerkgebouw staan sinds 1971 ingeschreven als rijksmonument in het monumentenregister.

## Fotogalerij

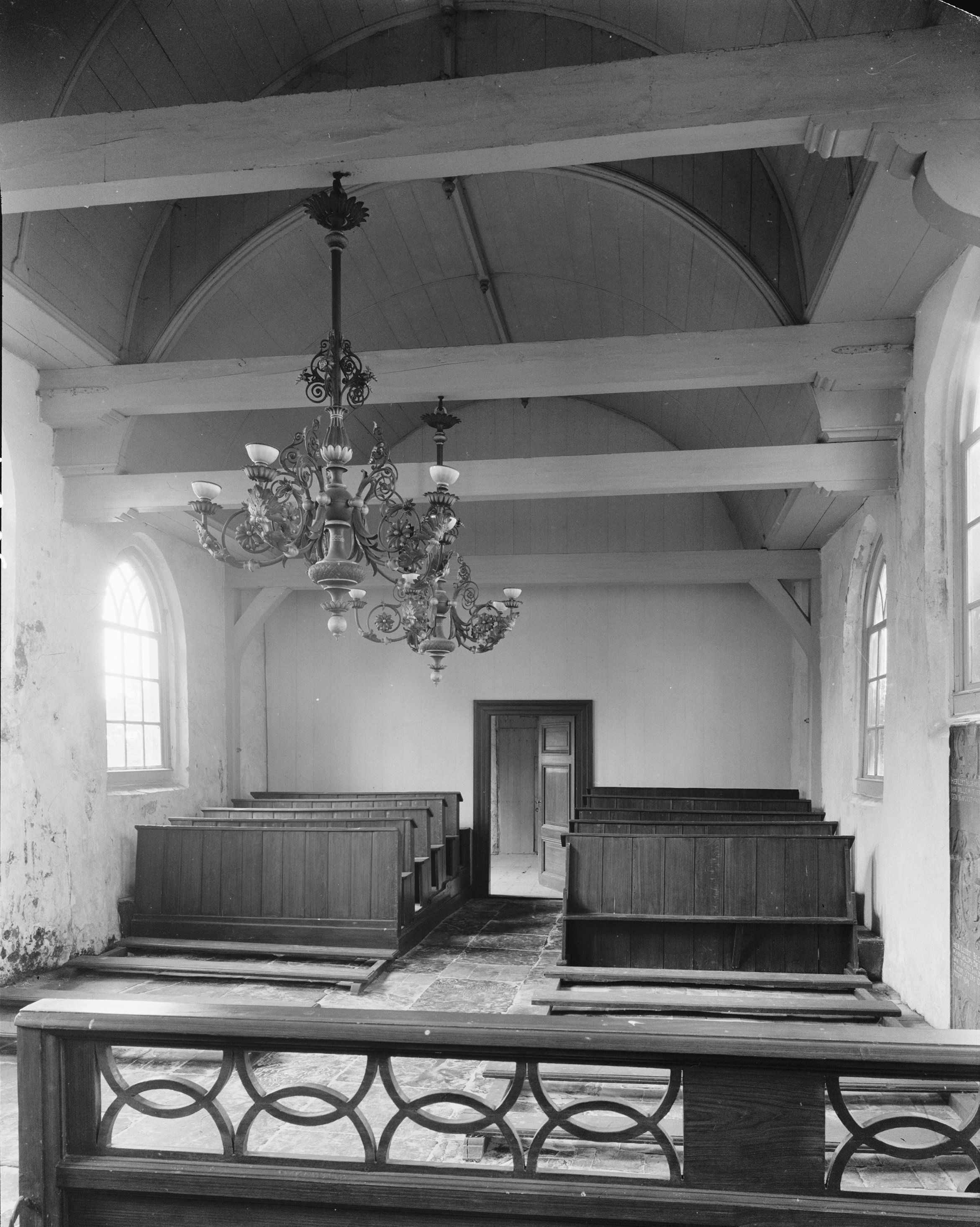
Kerkinterieur naar het westen (foto uit 1963)
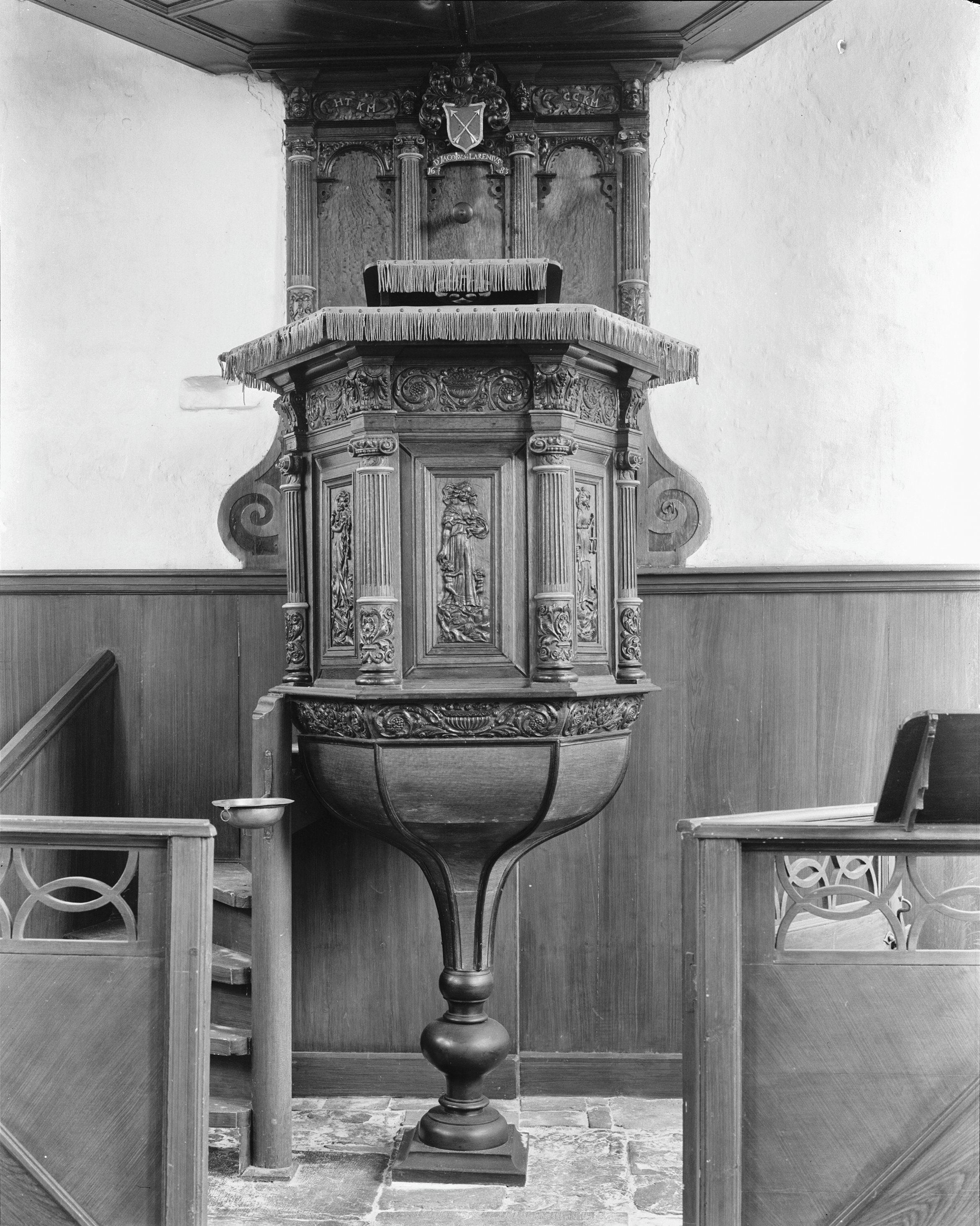
Eiken preekstoel uit 1656 (foto uit 1963)
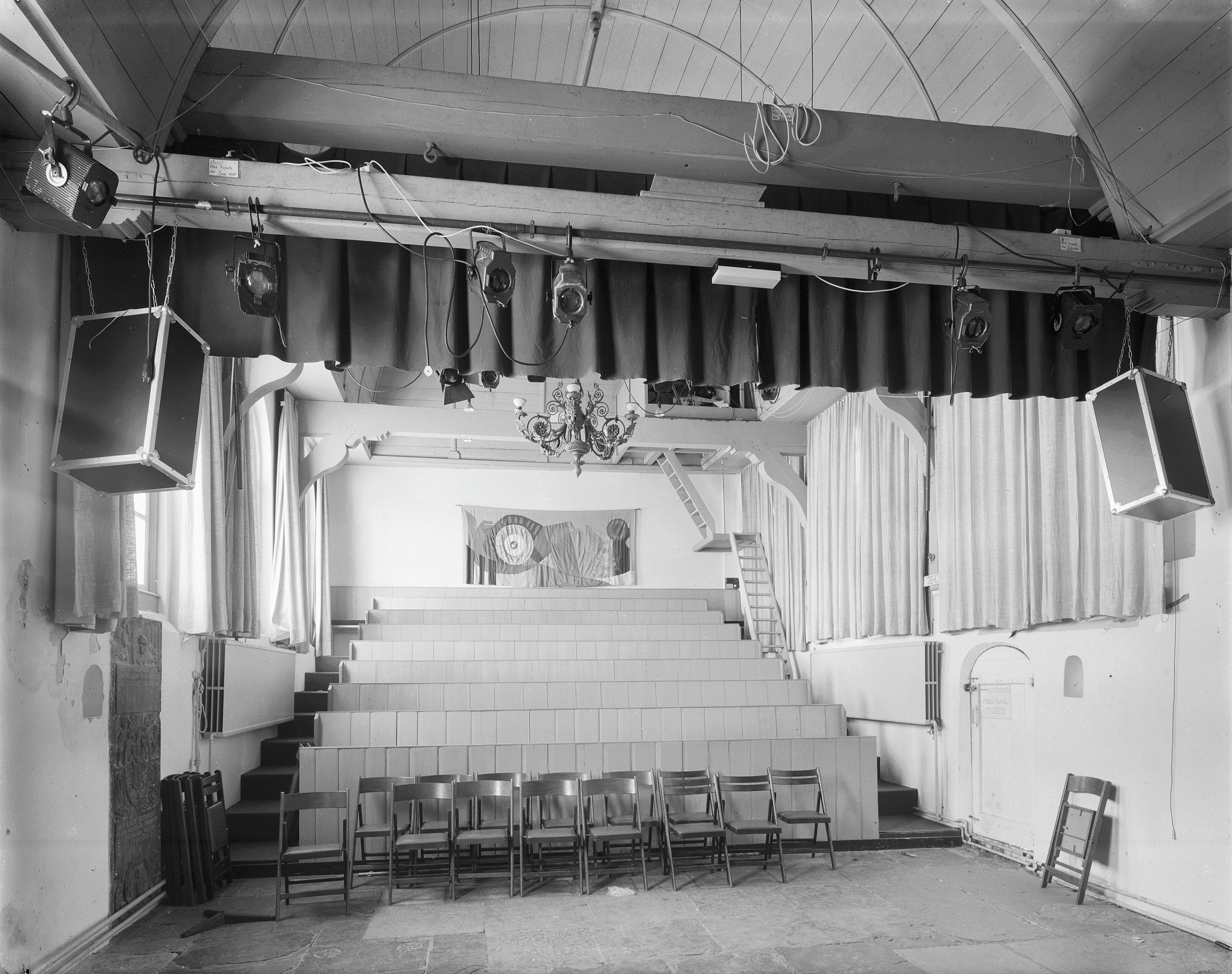
Interieur naar het oosten (foto uit 1985)
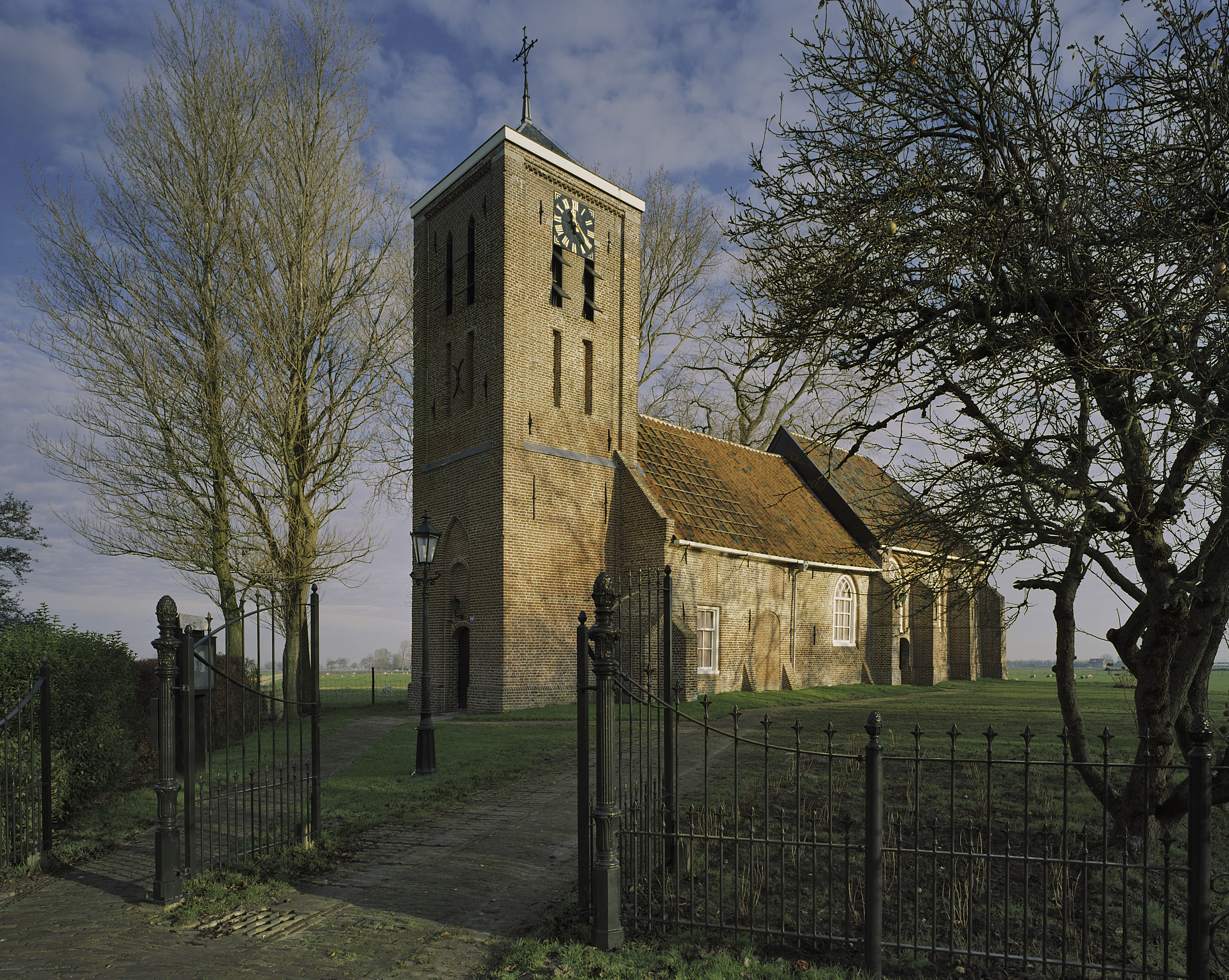
Zuidgevel in het zonlicht (foto uit 2004)